# 빅스 엔 케이팝
《빅스 엔 케이팝》은 음악 그룹 빅스의 리더 엔의 진행으로 매일 오전 2시부터 오전 3시까지 SBS 파워FM을 통해 방송되는 라디오 프로그램이다. 이동진의 그럼에도 불구하고의 후속작이며, 2015년 SBS 라디오 가을 개편으로 폐지되었다. 2015년 11월 2일 자로 6개월만에 폐지되었다.

## 코너

### 매일 코너
- 사연 N 신청곡

### 요일별 코너
- 월요일 - 대.다.나.다.너
- 화요일 - 무엇이든 해드립니다
- 수요일 - 놀라운 대회, 퀴즈킹!
- 목요일 - 스타 톡!
- 금요일 - 사연 N 신청곡
- 토요일 - 사연 N 신청곡
- 일요일 - 다 뜰 준비가 돼있어

## 동시간대 지역 프로그램
다음 지역민방 프로그램은 2시에 방송된다. 단 TBC Dream FM은 빅스 엔 케이팝 대신 자체프로그램을 내보낸다. 그러나 KNN 라디오,  JIBS New Power FM, TJB POWER FM, kbc My FM, ubc Green FM, JTV MAGIC FM, CJB JOY FM, G1 Fresh FM은 빅스 엔 케이팝을 자체편성없이 그대로 내보낸다.
| 프로그램               | 지역                 | 방송국       | 진행자 |
| ---------------------- | -------------------- | ------------ | ------ |
| 장진영의 그대 창가에서 | 대구광역시, 경상북도 | TBC Dream FM | 장진영 |

## 비고
매달 마지막 주 수요일은 관악산 송신소의 기기점검으로 인해 새벽 2시부터 새벽 4시 55분까지 계획정파를 실시하므로 방송되지 않는다. (빅스 엔 케이팝, 애프터 클럽, 사운드 오브 뮤직 1부)